# لیگ قهرمانان اقیانوسیه ۰۸–۲۰۰۷
لیگ قهرمانان اقیانوسیه ۰۸–۲۰۰۷ هفتمین دوره مسابقات قهرمانی باشگاه‌های اقیانوسیه، مسابقات فوتبال باشگاهی برتر در اقیانوسیه بود که توسط کنفدراسیون فوتبال اقیانوسیه (اواف‌سی) سازماندهی شد و دومین فصل با نام فعلی لیگ قهرمانان اقیانوسیه بود. دور مقدماتی از ۱۲ تا ۱۶ فوریه ۲۰۰۷ در ورزشگاه نوما دالی در نومئا، کالدونیای جدید برگزار شد و رقابت اصلی به صورت مرحله گروهی خانگی و خارج از خانه و سپس یک دور حذفی، که از ۲۷ اکتبر ۲۰۰۷ تا ۱۱ مه ۲۰۰۸ ادامه داشت، برگزار شد.
در مرحله مقدماتی، تیم‌هایی از سه کشور دارای پایین‌ترین رتبه اقیانوسیه و وانواتو به رقابت پرداختند که به دلیل انصراف نماینده خود در رقابت‌های سال قبل، جایگاه خود را به‌طور خودکار از دست داده بود.
قهرمان این مسابقات، ویتاکر یونایتد از نیوزیلند بود که با شکست کوسا از جزایر سلیمان در دو بازی فینال، عنوان خود را پس گرفت. آنها با قهرمانی در مسابقات به جام باشگاه‌های جهان ۲۰۰۸ در ژاپن راه یافتند و جایزه ۱ میلیون دلار آمریکا (۱٫۴۱ میلیون دلار نیوزیلند) را صاحب شدند.

## شرکت کنندگان
| انجمن                 | تیم                     | نحوه حضور                                                   |
| ورود از مرحله گروهی   | ورود از مرحله گروهی     | ورود از مرحله گروهی                                         |
| --------------------- | ----------------------- | ----------------------------------------------------------- |
| فیجی                  | با                      | قهرمان مرحله اول لیگ ملی فوتبال فیجی ۲۰۰۷                   |
| نیوزیلند              | اوکلند سیتی             | قهرمان مرحله پایانی مسابقات قهرمانی فوتبال نیوزیلند ۰۷–۲۰۰۶ |
| نیوزیلند              | ویتاکر یونایتد          | قهرمان فصل عادی مسابقات قهرمانی فوتبال نیوزیلند ۰۷–۲۰۰۶     |
| جزایر سلیمان          | کوسا                    | قهرمان مسابقات باشگاهی قهرمانی ملی جزایر سلیمان ۰۷–۲۰۰۶     |
| تاهیتی                | مانو اورا               | قهرمان لیگ ۱ تاهیتی ۰۶–۲۰۰۵                                 |
| ورود از مرحله مقدماتی |                         |                                                             |
| جزایر کوک             | نیکائو سوکاتاک (انصراف) | قهرمان لیگ برتر جزایر کوک ۲۰۰۶                              |
| کالدونیای جدید        | باکو                    | قهرمان سوپر لیگ کالدونیای جدید ۰۷–۲۰۰۶                      |
| پاپوآ گینه نو         | یونیورسیتی اینتر        | قهرمان مسابقات قهرمانی ملی پاپوآ گینه نو ۲۰۰۶               |
| وانواتو               | تافئا                   | قهرمان لیگ فوتبال پورت ویلا ۲۰۰۷                            |

## مرحله مقدماتی
مرحله مقدماتی در ورزشگاه نوما دالی مجنتا در نومئا، کالدونیای جدید برگزار شد.

| تیم                | بازی | برد | مساوی | باخت | گل زده | گل خورده | گل تفاضل | امتیاز |
| ------------------ | ---- | --- | ----- | ---- | ------ | -------- | -------- | ------ |
| تافئا              | ۲    | ۲   | ۰     | ۰    | ۱۰     | ۱        | ۹+       | ۶      |
| باکو               | ۲    | ۱   | ۰     | ۱    | ۲      | ۵        | ۳−       | ۳      |
| یونیورسیتی اینتر   | ۲    | ۰   | ۰     | ۲    | ۱      | ۷        | ۶−       | ۰      |
| نیکائو سوکاتاک (W) | ۰    | ۰   | ۰     | ۰    | ۰      | ۰        | ۰        | ۰      |

1. ↑  نیکائو سوکاتاک از مسابقات انصراف داد.

| تیم ۱ | نتیجه | تیم ۲            |
| ----- | ----- | ---------------- |
| باکو  | ۲–۰   | یونیورسیتی اینتر |
| تافئا | ۵–۱   | یونیورسیتی اینتر |
| تافئا | ۵–۰   | باکو             |

## مرحله گروهی

### گروه A
| تیم            | بازی | برد | مساوی | باخت | گل زده | گل خورده | گل تفاضل | امتیاز |  | WAI | AUC | MU  |
| -------------- | ---- | --- | ----- | ---- | ------ | -------- | -------- | ------ |  | --- | --- | --- |
| ویتاکر یونایتد | ۴    | ۲   | ۲     | ۰    | ۵      | ۳        | ۲+       | ۸      |  | —   | 1–1 | 2–1 |
| اوکلند سیتی    | ۴    | ۲   | ۱     | ۱    | ۸      | ۲        | ۶+       | ۷      |  | 0–1 | —   | 6–0 |
| مانو اورا      | ۴    | ۰   | ۱     | ۳    | ۲      | ۱۰       | ۸−       | ۱      |  | 1–1 | 0–1 | —   |

### گروه B
| تیم   | بازی | برد | مساوی | باخت | گل زده | گل خورده | گل تفاضل | امتیاز |  | KOS | TAF | BA  |
| ----- | ---- | --- | ----- | ---- | ------ | -------- | -------- | ------ |  | --- | --- | --- |
| کوسا  | ۴    | ۲   | ۲     | ۰    | ۸      | ۴        | ۴+       | ۸      |  | —   | 1–1 | 2–0 |
| تافئا | ۴    | ۱   | ۲     | ۱    | ۴      | ۴        | ۰        | ۵      |  | 1–1 | —   | 2–1 |
| با    | ۴    | ۱   | ۰     | ۳    | ۴      | ۸        | ۴−       | ۳      |  | 2–4 | 1–0 | —   |

## فینال
| تیم ۱ | نتیجه‌نهایی | تیم ۲          | بازی رفت | بازی برگشت |
| ----- | ---------- | -------------- | -------- | ---------- |
| کوسا  | ۳–۶        | ویتاکر یونایتد | ۳–۱      | ۰–۵        |

| کوسا                    | ۳–۱      | ویتاکر یونایتد |
| ----------------------- | -------- | -------------- |
| لووی ۲۱' ۴۱' · ناکا ۸۵' | (Report) | پری ۴۹'        |

| ویتاکر یونایتد                                   | ۵–۰      | کوسا |
| ------------------------------------------------ | -------- | ---- |
| توتوری ۸' · امبلن ۲۵' · پیرس ۷۲' ۷۷' · باتلر ۸۵' | (Report) |      |

ویتاکر یونایتد در مجموع ۶–۳ برنده شد و به جام باشگاه‌های جهان ۲۰۰۸ صعود کرد.